# Luis Federico Thompson
Luis Federico Thompson (Colón, Panamá, 19 de diciembre de 1927-Libertad, Buenos Aires, Argentina, 8 de enero de 2010) fue un boxeador panameño-argentino de peso wélter que se radicó en Argentina, país donde se nacionalizó, y que logró los títulos de campeón argentino y sudamericano en su categoría.

## Carrera deportiva

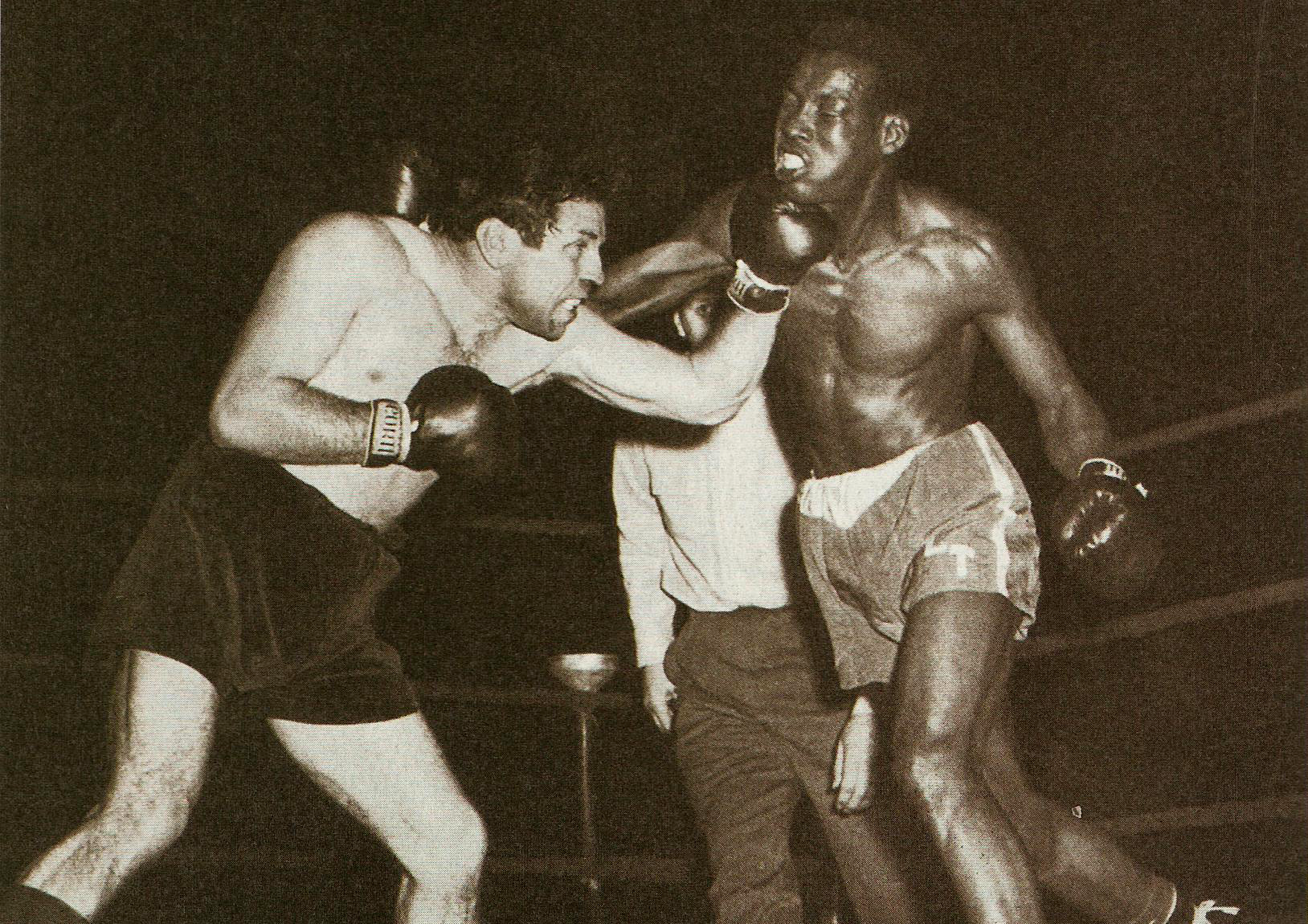
José María Gatica enfrentando a Luis Federico Thompson (derecha) en 1952.

En 1948 debutó como profesional en Panamá y en 1951 obtuvo el título de peso liviano al vencer a Wilfredo Brewster. Viajó a Buenos Aires para enfrentar al boxeador local José María Gatica en el Luna Park el 12 de julio de 1952, perdiendo por nocaut en 8 asaltos y decidió radicarse en Argentina, donde conquistó el título de campeón argentino en 1959 al vencer a Cirilo Gil.  
El 6 de octubre de 1962 logró en el estadio Luna Park el título sudamericano wélter al vencer a Jorge Peralta y al año siguiente se retiró de la práctica profesional. Tuvo una extensa trayectoria deportiva con 179 peleas profesionales de las cuales ganó 150 (72 de ellas por KO), perdió 15 y empató 14. Sólo un boxeador argentino (Andrés Selpa, con 218 encuentros) lo supera en cantidad de combates en la historia del boxeo de ese país.
Sus directores técnicos fueron Oscar Casanovas y Víctor Arnotén y de su carrera deportiva se recuerdan especialmente sus victorias ante Don Jordan, Gaspar Ortega, Jorge Fernández, Cirilo Gil y Juan C. Rivero. En 1959 le ganó al entonces titular mundial wélter, el estadounidense Don Jordan, por nocaut en la cuarta vuelta y logró acceder a una pelea por el título mundial de peso wélter que se llevó a cabo el 10 de diciembre de 1960 en Nueva York, oportunidad en que perdió por puntos ante el campeón, el pugilista cubano Benny Paret, con quien ese mismo año había empatado.
En 1959 fue galardonado con el Premio Olimpia de Oro.
El 8 de enero de 2010, luego de una larga enfermedad, falleció en el hospital de Libertad, provincia de Buenos Aires, donde se encontraba internado.

## Récord Profesional
| '150 Ganadas (72 knockouts), 14 Derrotas (2 knockouts),15 Empates',1 Sin Resultados |             |                         |      |              |            |                                                 |                                       |
| Res.                                                                                | Récord      | Oponente                | Tipo | Round Tiempo | Fecha      | Lugar                                           | Notas                                 |
| G                                                                                   | 151-14-15-1 | Raúl Roldan             | PTS  | 10 (10)      | 1963-11-14 | Rosario, Argentina                              |                                       |
| G                                                                                   | 150-14-15-1 | Juan Carlos Velardez    | PTS  | 10 (10)      | 1963-11-01 | Estadio Luis Firpo, Concepción, Argentina       |                                       |
| E                                                                                   | 149-14-15-1 | Roberto Chetta          | PTS  | 10 (10)      | 1963-10-12 | Comodoro Rivadavia, Argentina                   |                                       |
| G                                                                                   | 149-14-14-1 | Jorge Peralta           | PTS  | 15 (15)      | 1963-09-28 | Buenos Aires, Argentina                         | Retiene el Título Sudamericana Wélter |
| G                                                                                   | 148-14-14-1 | Marcelo Garnica         | PTS  | 10 (10)      | 1963-08-15 | Río Gallegos, Argentina                         |                                       |
| E                                                                                   | 147-14-14-1 | José Antonio Burgos     | PTS  | 10 (10)      | 1963-07-28 | Buenos Aires, Argentina                         |                                       |
| G                                                                                   | 147-14-13-1 | Alfredo Paz             | PTS  | 10 (10)      | 1963-07-05 | Córdoba, Argentina                              |                                       |
| G                                                                                   | 146-14-13-1 | Rogelio André           | PTS  | 10 (10)      | 1963-06-21 | Bahía Blanca, Argentina                         |                                       |
| G                                                                                   | 145-14-13-1 | Marcelo Garnica         | PTS  | 10 (10)      | 1963-05-01 | Bolívar, Argentina                              |                                       |
| P                                                                                   | 144-14-13-1 | Oscar Miranda           | PTS  | 10 (10)      | 1963-04-10 | San Miguel, Argentina                           |                                       |
| G                                                                                   | 144-13-13-1 | Marcelo Garnica         | PTS  | 10 (10)      | 1963-04-01 | Villa Ballester, Argentina                      |                                       |
| G                                                                                   | 143-13-13-1 | Roberto Chetta          | PTS  | 10 (10)      | 1963-03-16 | Buenos Aires, Argentina                         |                                       |
| G                                                                                   | 142-13-13-1 | Francisco Gelabert      | PTS  | 10 (10)      | 1963-02-22 | Mendoza, Argentina                              |                                       |
| G                                                                                   | 141-13-13-1 | Marcelo Garnica         | PTS  | 10 (10)      | 1963-01-01 | Lanús, Argentina                                |                                       |
| SR                                                                                  | 140-13-13-1 | Emilio Ale Ali          | NC   | 8 (10)       | 1962-12-21 | San Miguel de Tucumán, Argentina                |                                       |
| G                                                                                   | 140-13-13   | Juan Carlos Ducay       | PTS  | 10 (10)      | 1962-12-08 | Buenos Aires, Argentina                         |                                       |
| G                                                                                   | 139-13-13   | Ramón Rocha             | PTS  | 10 (10)      | 1962-12-01 | La Emilia, Argentina                            |                                       |
| E                                                                                   | 138-13-13   | Roberto Chetta          | PTS  | 10 (10)      | 1962-11-09 | Santa Fe, Argentina                             |                                       |
| G                                                                                   | 138-13-12   | Carlos Víctor Díaz      | KO   | 4 (10)       | 1962-10-19 | Bahía Blanca, Argentina                         |                                       |
| G                                                                                   | 137-13-12   | Jorge Peralta           | PTS  | 15 (15)      | 1962-10-06 | Luna Park, Buenos Aires, Argentina              | Gana el Título Sudamericano Wélter    |
| G                                                                                   | 136-13-12   | Ramón Paz               | TKO  | 5 (10)       | 1962-09-14 | Posadas, Argentina                              |                                       |
| G                                                                                   | 135-13-12   | Ricardo Falech          | PTS  | 12 (12)      | 1962-08-18 | Luna Park, Buenos Aires, Argentina              | Retiene el Título Wélter FAB          |
| G                                                                                   | 134-13-12   | Emilio Ale Ali          | PTS  | 10 (10)      | 1962-07-28 | Buenos Aires, Argentina                         |                                       |
| E                                                                                   | 133-13-12   | Antonio Marcilla        | PTS  | 10 (10)      | 1962-05-10 | Buenos Aires, Argentina                         |                                       |
| E                                                                                   | 133-13-11   | Oscar Miranda           | PTS  | 10 (10)      | 1962-05-11 | San Juan, Argentina                             |                                       |
| G                                                                                   | 133-13-10   | Pedro Miranda           | PTS  | 10 (10)      | 1962-04-08 | Arena de Colón, Colón, Panamá                   |                                       |
| G                                                                                   | 132-13-10   | Aníbal Reyes            | KO   | 5 (10)       | 1962-03-01 | Temperley, Argentina                            |                                       |
| P                                                                                   | 131-13-10   | Dick Turner             | MD   | 8 (8)        | 1962-02-22 | Blue Horizon, Philadelphia, Estados Unidos      |                                       |
| P                                                                                   | 131-12-10   | Luis Rodríguez          | UD   | 10 (10)      | 1962-01-27 | Madison Square Garden, New York, Estados Unidos |                                       |
| G                                                                                   | 131-11-10   | Juan Carlos Ducay       | PTS  | 15 (15)      | 1961-12-23 | Buenos Aires, Argentina                         | Retiene el Título Wélter FAB          |
| G                                                                                   | 130-11-10   | José Cáceres            | TKO  | 2 (10)       | 1961-11-03 | Rivadavia, Argentina                            |                                       |
| G                                                                                   | 129-11-10   | Alfredo Paz             | PTS  | 10 (10)      | 1961-10-27 | Córdoba, Argentina                              |                                       |
| G                                                                                   | 128-11-10   | Ramón Perelló           | KO   | 2 (10)       | 1961-05-17 | Temperley, Argentina                            |                                       |
| P                                                                                   | 127-11-10   | Ted Wright              | UD   | 10 (10)      | 1961-03-18 | St. Nicholas Rink, New York, Estados Unidos     |                                       |
| G                                                                                   | 127-10-10   | Alfredo Navarro         | TKO  | 2 (10)       | 1961-02-24 | La Plata, Argentina                             |                                       |
| P                                                                                   | 126-10-10   | Benny Paret             | UD   | 15 (15)      | 1960-10-29 | Madison Square Garden, New York, Estados Unidos | Por el Título Mundial Wélter          |
| G                                                                                   | 126-9-10    | Gaspar Ortega           | UD   | 10 (10)      | 1960-10-29 | Madison Square Garden, New York, Estados Unidos |                                       |
| G                                                                                   | 125-9-10    | Jorge Peralta           | KO   | 5 (10)       | 1960-08-06 | Palacio Peñarol, Montevideo, Uruguay            |                                       |
| G                                                                                   | 124-9-10    | Charley Tombstone Smith | UD   | 10 (10)      | 1960-06-25 | Luna Park, Buenos Aires, Argentina              |                                       |
| G                                                                                   | 123-9-10    | Adalberto Ochoa         | UD   | 12 (12)      | 1960-05-24 | Luna Park, Buenos Aires, Argentina              | Retiene el Título Wélter FAB          |
| E                                                                                   | 122-9-10    | Benny Paret             | MD   | 12 (12)      | 1960-03-25 | Madison Square Garden, New York, Estados Unidos | Eliminatoria para el título Wélter    |
| G                                                                                   | 122-9-9     | Ángel Ahumada           | PTS  | 10 (10)      | 1960-02-19 | Córdoba, Argentina                              |                                       |
| G                                                                                   | 121-9-9     | Adalberto Ochoa         | UD   | 10 (10)      | 1960-02-06 | Luna Park, Buenos Aires, Argentina              |                                       |
| G                                                                                   | 120-9-9     | Don Jordán              | KO   | 4 (10)       | 1959-12-12 | Luna Park, Buenos Aires, Argentina              |                                       |
| G                                                                                   | 119-9-9     | Juan Carlos Velardez    | PTS  | 10 (10)      | 1959-12-04 | San Miguel de Tucumán, Argentina                |                                       |
| G                                                                                   | 118-9-9     | Francisco Sotelo        | TKO  | 3 (10)       | 1959-10-09 | Mendoza, Argentina                              |                                       |
| G                                                                                   | 117-9-9     | César Pereyra           | TKO  | 7 (10)       | 1959-09-25 | Bahía Blanca, Argentina                         |                                       |
| G                                                                                   | 116-9-9     | Aníbal Rojas            | KO   | 1 (10)       | 1959-09-12 | Club Ramón Santamarina, Tandil, Argentina       |                                       |
| G                                                                                   | 115-9-9     | Cirilo Gil              | PTS  | 12 (12)      | 1959-08-22 | Luna Park, Buenos Aires, Argentina              | Gana el Título Wélter FAB             |
| G                                                                                   | 114-9-9     | Jorge Fernández         | PTS  | 10 (10)      | 1959-07-04 | Luna Park, Buenos Aires, Argentina              |                                       |
| G                                                                                   | 113-9-9     | Francisco Sotelo        | PTS  | 10 (10)      | 1959-04-18 | Mendoza, Argentina                              |                                       |
| G                                                                                   | 112-9-9     | Juan Carlos Zalazar     | TKO  | 6 (10)       | 1959-03-25 | Temperley, Argentina                            |                                       |
| G                                                                                   | 111-9-9     | Miguel Amatti           | PTS  | 10 (10)      | 1959-02-18 | Paraná, Argentina                               |                                       |
| G                                                                                   | 110-9-9     | José Ramallo            | KO   | 8 (10)       | 1959-02-04 | Santa Fe, Argentina                             |                                       |
| E                                                                                   | 109-9-9     | Isaac Logart            | PTS  | 10 (10)      | 1958-12-20 | Luna Park, Buenos Aires, Argentina              |                                       |
| G                                                                                   | 109-9-8     | Cayetano Tapia          | TKO  | 6 (10)       | 1958-12-06 | Quilmes, Argentina                              |                                       |
| G                                                                                   | 108-9-8     | Ángel Ahumada           | KO   | 4 (10)       | 1958-10-11 | Buenos Aires, Argentina                         |                                       |
| G                                                                                   | 107-9-8     | Kiko Gill               | KO   | 2 (10)       | 1958-10-04 | Misiones, Argentina                             |                                       |
| G                                                                                   | 106-9-8     | Francisco Espelozin     | PTS  | 10 (10)      | 1958-09-05 | Córdoba, Argentina                              |                                       |
| G                                                                                   | 105-9-8     | Alberto Billaflor       | PTS  | 10 (10)      | 1958-08-22 | Pergamino, Argentina                            |                                       |
| G                                                                                   | 104-9-8     | Alberto Rodríguez       | TKO  | 9 (10)       | 1958-06-27 | La Plata, Argentina                             |                                       |
| G                                                                                   | 103-9-8     | Federico Guerra         | KO   | 3 (10)       | 1958-06-13 | Río Cuarto, Argentina                           |                                       |
| G                                                                                   | 102-9-8     | Jorge Foffani           | TKO  | 6 (10)       | 1958-06-01 | Río Cuarto, Argentina                           |                                       |
| G                                                                                   | 101-9-8     | Miguel Salteño          | KO   | 6 (10)       | 1958-05-30 | San Nicolás, Argentina                          |                                       |
| G                                                                                   | 100-9-8     | Miguel Salteño          | TKO  | 6 (10)       | 1958-05-23 | San Nicolás, Argentina                          |                                       |
| G                                                                                   | 99-9-8      | Enrique Mansilla        | KO   | 8 (10)       | 1958-05-03 | Junín, Argentina                                |                                       |
| G                                                                                   | 98-9-8      | Ángel Bello             | TKO  | 8 (10)       | 1958-04-23 | Córdoba, Argentina                              |                                       |
| G                                                                                   | 97-9-8      | Santiago Meza           | KO   | 5 (10)       | 1958-04-16 | La Plata, Argentina                             |                                       |
| G                                                                                   | 96-9-8      | Oscar Páez              | TKO  | 8 (10)       | 1958-03-21 | Quilmes, Argentina                              |                                       |
| G                                                                                   | 95-9-8      | Bernardo Romero         | PTS  | 10 (10)      | 1958-03-12 | San Miguel de Tucumán, Argentina                |                                       |
| G                                                                                   | 94-9-8      | Carmelo Sosa            | KO   | 3 (10)       | 1958-02-28 | San Miguel de Tucumán, Argentina                |                                       |
| G                                                                                   | 93-9-8      | Ángel Bello             | PTS  | 10 (10)      | 1958-02-14 | Mar del Plata, Argentina                        |                                       |
| G                                                                                   | 92-9-8      | Ángel Gregorutti        | KO   | 2 (10)       | 1958-01-31 | Mar del Plata, Argentina                        |                                       |
| P                                                                                   | 91-9-8      | Cirilo Gil              | PTS  | 10 (10)      | 1957-11-30 | Buenos Aires, Argentina                         |                                       |
| G                                                                                   | 91-8-8      | Guenter Hase            | PTS  | 10 (10)      | 1957-09-07 | Buenos Aires, Argentina                         |                                       |
| G                                                                                   | 90-8-8      | Juan Carlos Rivero      | PTS  | 10 (10)      | 1957-08-03 | Luna Park, Buenos Aires, Argentina              |                                       |
| G                                                                                   | 89-8-8      | Manuel Pereyra          | KO   | 3 (10)       | 1957-07-19 | Pergamino, Argentina                            |                                       |
| G                                                                                   | 88-8-8      | Oscar Ramírez           | TKO  | 6 (10)       | 1957-07-06 | Luna Park, Buenos Aires, Argentina              |                                       |
| G                                                                                   | 87-8-8      | Bernardo Romero         | PTS  | 10 (10)      | 1957-06-30 | Pergamino, Argentina                            |                                       |
| G                                                                                   | 86-8-8      | Ramón Vargas            | TKO  | 2 (10)       | 1957-06-22 | Buenos Aires, Argentina                         |                                       |
| G                                                                                   | 85-8-8      | Horacio Rivero          | TKO  | 6 (10)       | 1957-05-17 | Rosario, Argentina                              |                                       |
| G                                                                                   | 84-8-8      | Miguel Gozalvez         | KO   | 4 (10)       | 1957-04-05 | Morón, Argentina                                |                                       |
| G                                                                                   | 83-8-8      | Ángel Bello             | PTS  | 10 (10)      | 1957-03-15 | Paraná, Argentina                               |                                       |
| G                                                                                   | 82-8-8      | Ramón Perelló           | PTS  | 10 (10)      | 1957-02-22 | Rafaela, Argentina                              |                                       |
| P                                                                                   | 81-8-8      | Ángel Bello             | PTS  | 10 (10)      | 1957-02-01 | Mar del Plata, Argentina                        |                                       |
| E                                                                                   | 81-7-8      | Héctor Pedro Rodríguez  | PTS  | 10 (10)      | 1956-12-28 | Estadio Centenario, Montevideo, Uruguay         |                                       |
| G                                                                                   | 81-7-7      | Miguel Luchesi          | KO   | 4 (10)       | 1956-12-19 | San Miguel de Tucumán, Argentina                |                                       |
| E                                                                                   | 80-7-7      | Ángel Bello             | PTS  | 10 (10)      | 1956-12-07 | San Miguel de Tucumán, Argentina                |                                       |
| G                                                                                   | 80-7-6      | Enrique Corti           | TKO  | 5 (10)       | 1956-11-13 | San Miguel de Tucumán, Argentina                |                                       |
| G                                                                                   | 79-7-6      | Ángel Bello             | PTS  | 10 (10)      | 1956-10-24 | San Miguel de Tucumán, Argentina                |                                       |
| G                                                                                   | 78-7-6      | Ramón Perelló           | PTS  | 10 (10)      | 1956-10-05 | San Miguel de Tucumán, Argentina                |                                       |
| G                                                                                   | 77-7-6      | Aquiles Gregorutti      | PTS  | 10 (10)      | 1956-09-21 | San Miguel de Tucumán, Argentina                |                                       |
| G                                                                                   | 76-7-6      | Miguel Santangelo       | TKO  | 5 (10)       | 1956-09-14 | Rosario, Argentina                              |                                       |
| G                                                                                   | 75-7-6      | Ricardo López           | KO   | 7 (10)       | 1956-06-29 | Ramos Mejía, Argentina                          |                                       |
| G                                                                                   | 74-7-6      | Aquiles Gregorutti      | PTS  | 10 (10)      | 1956-06-01 | San Miguel de Tucumán, Argentina                |                                       |
| G                                                                                   | 73-7-6      | Julio Dartuqui          | PTS  | 10 (10)      | 1956-05-18 | San Miguel de Tucumán, Argentina                |                                       |
| G                                                                                   | 72-7-6      | Miguel Amatti           | TKO  | 9 (10)       | 1956-03-22 | San Miguel de Tucumán, Argentina                |                                       |
| G                                                                                   | 71-7-6      | Ramón Perello           | TKO  | 7 (10)       | 1956-02-10 | Santa Fe, Argentina                             |                                       |
| G                                                                                   | 70-7-6      | Federico Guerra         | TKO  | 6 (10)       | 1955-12-02 | San Miguel de Tucumán, Argentina                |                                       |
| G                                                                                   | 69-7-6      | Juan Oviedo             | TKO  | 6 (10)       | 1955-11-11 | San Juan, Argentina                             |                                       |
| E                                                                                   | 68-7-6      | Federico Guerra         | PTS  | 10 (10)      | 1955-10-15 | San Juan, Argentina                             |                                       |
| G                                                                                   | 67-7-5      | Dante Pereyra           | PTS  | 10 (10)      | 1955-09-09 | San Miguel de Tucumán, Argentina                |                                       |
| G                                                                                   | 66-7-5      | Oscar Flores            | PTS  | 10 (10)      | 1955-09-02 | San Miguel, Argentina                           |                                       |
| G                                                                                   | 65-7-5      | Dante Pereyra           | PTS  | 10 (10)      | 1955-08-05 | San Miguel de Tucumán, Argentina                |                                       |
| G                                                                                   | 64-7-5      | Carlos Alberto Rovira   | KO   | 7 (10)       | 1955-07-22 | San Miguel, Argentina                           |                                       |
| G                                                                                   | 63-7-5      | Antonio Alba            | KO   | 4 (10)       | 1955-07-08 | San Miguel de Tucumán, Argentina                |                                       |
| G                                                                                   | 62-7-5      | Oscar Flores            | PTS  | 10 (10)      | 1955-07-01 | San Miguel, Argentina                           |                                       |
| P                                                                                   | 61-7-5      | Luis Penedo             | DQ   | 4 (10)       | 1955-06-24 | La Plata, Argentina                             |                                       |
| G                                                                                   | 61-6-5      | Luis Penedo             | PTS  | 10 (10)      | 1955-05-20 | San Miguel de Tucumán, Argentina                |                                       |
| G                                                                                   | 60-6-5      | Teófilo Páez            | PTS  | 10 (10)      | 1955-04-29 | San Miguel de Tucumán, Argentina                |                                       |
| P                                                                                   | 59-6-5      | Federico Guerra         | PTS  | 10 (10)      | 1955-04-01 | Mendoza, Argentina                              |                                       |
| G                                                                                   | 59-5-5      | José Legardon           | TKO  | 4 (10)       | 1955-03-25 | San Miguel de Tucumán, Argentina                |                                       |
| G                                                                                   | 58-5-5      | Rufino Farías           | TKO  | 8 (10)       | 1955-03-16 | San Miguel, Argentina                           |                                       |
| G                                                                                   | 57-5-5      | Federico Guerra         | TKO  | 9 (10)       | 1955-03-02 | Buenos Aires, Argentina                         |                                       |
| G                                                                                   | 56-5-5      | Rene Pereyra            | PTS  | 10 (10)      | 1955-02-20 | Sunchales, Argentina                            |                                       |
| G                                                                                   | 55-5-5      | Oscar Ponce             | KO   | 4 (10)       | 1955-01-28 | San Juan, Argentina                             |                                       |
| G                                                                                   | 54-5-5      | Vicente Sarmiento       | TKO  | 7 (10)       | 1955-01-14 | San Juan, Argentina                             |                                       |
| G                                                                                   | 53-5-5      | Silverio De La Fuente   | TKO  | 5 (10)       | 1955-01-08 | Mendoza, Argentina                              |                                       |
| G                                                                                   | 52-5-5      | Antonio Martínez        | KO   | 7 (10)       | 1954-11-19 | Catamarca, Argentina                            |                                       |
| G                                                                                   | 51-5-5      | Ramón Gómez             | PTS  | 10 (10)      | 1954-11-10 | Catamarca, Argentina                            |                                       |
| G                                                                                   | 50-5-5      | Miguel Gozalvez         | PTS  | 10 (10)      | 1954-10-08 | Santa Fe, Argentina                             |                                       |
| G                                                                                   | 49-5-5      | Eleuterio Pereyra       | PTS  | 10 (10)      | 1954-10-01 | Comodoro Rivadavia, Argentina                   |                                       |
| G                                                                                   | 48-5-5      | Adolfo Ygriega          | PTS  | 10 (10)      | 1954-10-01 | Tandil, Argentina                               |                                       |
| G                                                                                   | 47-5-5      | Dante Pereyra           | PTS  | 10 (10)      | 1954-09-10 | La Plata, Argentina                             |                                       |
| P                                                                                   | 46-5-5      | Dante Pereyra           | PTS  | 10 (10)      | 1954-09-03 | Bahía Blanca, Argentina                         |                                       |
| G                                                                                   | 46-4-5      | José Retamales          | KO   | 2 (10)       | 1954-08-20 | Tandil, Argentina                               |                                       |
| G                                                                                   | 45-4-5      | Ángel Bello             | PTS  | 10 (10)      | 1954-08-07 | Trelew, Argentina                               |                                       |
| G                                                                                   | 44-4-5      | Dante Pereyra           | PTS  | 10 (10)      | 1954-07-31 | Comodoro Rivadavia, Argentina                   |                                       |
| P                                                                                   | 43-4-5      | Eusebio Pereyra         | PTS  | 10 (10)      | 1954-07-24 | Molino de Oro, Trelew, Argentina                |                                       |
| G                                                                                   | 43-3-5      | Omar Ponce              | PTS  | 10 (10)      | 1954-07-17 | Comodoro Rivadavia, Argentina                   |                                       |
| G                                                                                   | 42-3-5      | Rene Pereyra            | PTS  | 10 (10)      | 1954-07-10 | Comodoro Rivadavia, Argentina                   |                                       |
| G                                                                                   | 41-3-5      | Manuel Contreras        | KO   | 3 (10)       | 1954-06-05 | Club Ramón Santamarina, Tandil, Argentina       |                                       |
| G                                                                                   | 40-3-5      | Manuel Contreras        | KO   | 2 (10)       | 1954-06-04 | Tandil, Argentina                               |                                       |
| G                                                                                   | 39-3-5      | Tulio Medina            | TKO  | 7 (10)       | 1954-04-23 | San Miguel de Tucumán, Argentina                |                                       |
| G                                                                                   | 38-3-5      | Juan Carlos Rondan      | KO   | 3 (10)       | 1954-04-14 | San Miguel de Tucumán, Argentina                |                                       |
| G                                                                                   | 37-3-5      | Rene Pereyra            | PTS  | 10 (10)      | 1954-04-01 | Comodoro Rivadavia, Argentina                   |                                       |
| G                                                                                   | 36-3-5      | José María Claris       | TKO  | 5 (10)       | 1954-01-21 | Paraná, Argentina                               |                                       |
| G                                                                                   | 35-3-5      | Lorenzo Salas           | TKO  | 4 (10)       | 1953-12-22 | Paraná, Argentina                               |                                       |
| G                                                                                   | 34-3-5      | Enrique Irureta         | PTS  | 10 (10)      | 1953-11-07 | Cine Boston, Montevideo, Uruguay                |                                       |
| G                                                                                   | 33-3-5      | Oscar Rojas             | TKO  | 4 (10)       | 1953-10-31 | Comodoro Rivadavia, Argentina                   |                                       |
| G                                                                                   | 32-3-5      | Enrique Irureta         | PTS  | 10 (10)      | 1953-10-06 | Cine Boston, Montevideo, Uruguay                |                                       |
| G                                                                                   | 31-3-5      | Adolfo Ygriega          | PTS  | 10 (10)      | 1953-09-26 | Mar del Plata, Argentina                        |                                       |
| G                                                                                   | 30-3-5      | Adolfo Ygriega          | PTS  | 10 (10)      | 1953-08-10 | Bahía Blanca, Argentina                         |                                       |
| E                                                                                   | 29-3-5      | Alfonso Moreno          | PTS  | 12 (12)      | 1953-07-22 | Buenos Aires, Argentina                         |                                       |
| G                                                                                   | 29-3-4      | Ramón Vargas            | PTS  | 10 (10)      | 1953-07-05 | Santa Fe, Argentina                             |                                       |
| G                                                                                   | 28-3-4      | Guillermo Torres        | KO   | 1 (10)       | 1953-06-29 | Bahía Blanca, Argentina                         |                                       |
| G                                                                                   | 27-3-4      | José Retamales          | KO   | 4 (10)       | 1953-06-04 | Bahía Blanca, Argentina                         |                                       |
| E                                                                                   | 26-3-4      | Alfonso Moreno          | PTS  | 10 (10)      | 1953-05-18 | La Rioja, Argentina                             |                                       |
| E                                                                                   | 26-3-3      | Silverio De La Fuente   | PTS  | 10 (10)      | 1953-04-18 | Mendoza, Argentina                              |                                       |
| G                                                                                   | 26-3-2      | Adolfo Ygriega          | PTS  | 10 (10)      | 1953-04-11 | Mar del Plata, Argentina                        |                                       |
| G                                                                                   | 25-3-2      | Oscar Schiavelli        | DQ   | 6 (10)       | 1953-03-28 | Buenos Aires, Argentina                         |                                       |
| G                                                                                   | 24-3-2      | Cecilio Niz             | TKO  | 7 (10)       | 1953-03-14 | Buenos Aires, Argentina                         |                                       |
| G                                                                                   | 23-3-2      | José Álvarez            | PTS  | 10 (10)      | 1953-02-04 | Lomas de Zamora, Argentina                      |                                       |
| G                                                                                   | 22-3-2      | José Palacin            | TKO  | 1 (10)       | 1953-01-16 | Lomas de Zamora, Argentina                      |                                       |
| G                                                                                   | 21-3-2      | Silverio De La Fuente   | PTS  | 10 (10)      | 1952-12-13 | Mendoza, Argentina                              |                                       |
| G                                                                                   | 20-3-2      | Baby Tigre              | TKO  | 4 (10)       | 1952-12-02 | Buenos Aires, Argentina                         |                                       |
| G                                                                                   | 19-3-2      | Alberto Salinas         | KO   | 3 (?)        | 1952-11-21 | Morón, Argentina                                |                                       |
| G                                                                                   | 18-3-2      | Ernesto Tello           | TKO  | 4 (10)       | 1952-11-14 | La Tapera, Morón, Argentina                     |                                       |
| G                                                                                   | 17-3-2      | Esteban Niz             | TKO  | 6 (?)        | 1952-11-07 | Zárate, Argentina                               |                                       |
| E                                                                                   | 16-3-2      | Oscar Aceffe            | PTS  | 12 (12)      | 1952-09-20 | Luna Park. Buenos Aires, Argentina              |                                       |
| G                                                                                   | 16-3-1      | Pascual D'Alessandro    | KO   | 9 (10)       | 1952-08-27 | Buenos Aires, Argentina                         |                                       |
| P                                                                                   | 15-3-1      | José María Gatica       | KO   | 8 (10)       | 1952-07-12 | Buenos Aires, Argentina                         |                                       |
| P                                                                                   | 15-2-1      | Wilfredo Brown          | PTS  | 15 (15)      | 1952-01-27 | Estadio Olímpico, Panamá, Panamá                | Por el Título Ligero CBPP             |
| P                                                                                   | 15-1-1      | Wilfredo Brown          | TKO  | 8 (15)       | 1951-12-02 | Arena Colón, Colón, Panamá                      | Pierde el Título Ligero CBPP          |
| G                                                                                   | 15-0-1      | Wilfredo Brewster       | KO   | 7 (15)       | 1951-10-07 | Gimnasio Nacional, Panamá, Panamá               | Gana el Título Ligero CBPP            |
| G                                                                                   | 14-0-1      | Kid Chocolate II        | PTS  | 10 (10)      | 1951-09-09 | Gimnasio Nacional, Panamá, Panamá               |                                       |
| G                                                                                   | 13-0-1      | Leonel Peralta          | PTS  | 10 (10)      | 1951-07-15 | Gimnasio Nacional, Panamá, Panamá               |                                       |
| G                                                                                   | 12-0-1      | Leonel Peralta          | TKO  | 3 (10)       | 1951-06-03 | Gimnasio Nacional, Panamá, Panamá               |                                       |
| G                                                                                   | 11-0-1      | Al Marshall             | KO   | 2 (6)        | 1951-03-25 | Arena Colón, Colón, Panamá                      |                                       |
| G                                                                                   | 10-0-1      | Paladio Collins         | TKO  | 5 (8)        | 1950-11-05 | Arena Colón, Colón, Panamá                      |                                       |
| G                                                                                   | 9-0-1       | Tolentino Díaz          | PTS  | 8 (8)        | 1950-10-01 | Gimnasio Nacional, Panamá, Panamá               |                                       |
| G                                                                                   | 8-0-1       | John Bill               | KO   | 4 (6)        | 1950-08-27 | Gimnasio Nacional, Panamá, Panamá               |                                       |
| G                                                                                   | 7-0-1       | Baby García             | PTS  | 6 (6)        | 1950-07-02 | Estadio Olímpico, Panamá, Panamá                |                                       |
| G                                                                                   | 6-0-1       | Lupe Pancho             | PTS  | 6 (6)        | 1950-05-28 | Gimnasio Nacional, Panamá, Panamá               |                                       |
| G                                                                                   | 5-0-1       | Joe Armstrong           | PTS  | 4 (4)        | 1950-01-15 | Estadio Olímpico, Panamá, Panamá                |                                       |
| G                                                                                   | 4-0-1       | Paladio Collins         | PTS  | 4 (4)        | 1948-09-19 | Gimnasio Nacional, Panamá, Panamá               |                                       |
| G                                                                                   | 3-0-1       | Ray Ward                | PTS  | 4 (4)        | 1948-06-20 | Arena Colón, Colón, Panamá                      |                                       |
| G                                                                                   | 2-0-1       | Harold Dade II          | KO   | 2 (4)        | 1948-04-18 | Arena Colón, Colón, Panamá                      |                                       |
| G                                                                                   | 1-0-1       | Horacio Boyce           | PTS  | 4 (4)        | 1947-10-26 | Gimnasio Nacional, Panamá, Panamá               |                                       |
| E                                                                                   | 0-0-1       | Wilfredo Brown          | PTS  | 4 (4)        | 1947-03-16 | Estadio Olímpico, Panamá, Panamá                |                                       |